# باشقیر
باشقیرها (به باشقیری: Башҡорттар، باشقۇرتتار) مردمانی از اقوام ترک ساکن آسیای میانه هستند. جمعیت آنان حدود ۱٬۸۰۰٬۰۰۰ نفر برآورد می‌شود که بیشتر در جمهوری باشقیرستان، روسیه زندگی می‌کنند. جمعیت باشقیرهای ساکن تاتارستان نیز قابل توجه است. مناطق اصلی زندگی باشقیرها در روسیه به غیر از تاتارستان و باشقیرستان، شامل استان چلیابینسک، استان ارنبورگ، سرزمین پرم، استان سامارا می‌باشد. همچنین باشقیرها بجز روسیه در کشورهایی مانند اوکراین، قزاقستان و تا حدودی ازبکستان هم ساکنند.
زبان باشقیرها، باشقیری نام دارد. این زبان از خانواده زبان‌های آلتایی، شاخه زبان‌های قبچاق بوده و بسیار نزدیک به زبان تاتار است. اکثر باشقیرها روسی را نیز می‌دانند. دین باشقیرها نیز عمدتاً اسلام است.

## ریشه‌شناسی نام
در مورد ریشه نام باشقیرها گمانه زنی‌های متفاوتی وجود دارد؛ که تا کنون هیچ‌کدام از آن‌ها به صورت رسمی پذیرفته نشده‌است. در زبان باشقیری نام این قوم باشقورت است.
- آر. جی کوزیف نژادشناس مشهور بر این باور است که این نام از ترکیب (باش) بمعنی سر و (قورد) به معنی گرگ ساخته شده‌است.
- بر اساس ریشه‌شناسی‌های مربوط به قرن هجدهم نام باشقورت را بمعنی رهبر گرگان یا گرگ رهبر دانسته‌اند.

مناطق پراکندگی ترک‌های باشقیر

- مناطق پراکندگی ترک‌های باشقیردیگر مردم‌شناس روس بنام آلکتروف در دهه‌های پایانی سده نوزدهم پیشنهاد داد که نام این ایل به معنی ملت متفاوت یا ویژه بوده‌است.
- ترک‌شناس مشهور دیگر بنام باسکاکوف مطرح نمود که باش در اصل (bẚdz) بوده و معنی برادر زن یا باجناغ می‌داده و (gur) نیز به نام اوگریا یا مردمان فین‌واوگری اشاره دارد.
- داگلاس مورتون دانلپ اعتقاد دارد که نام‌های بلغار و باشقیر همریشه هستند و معنی باشقیر را از بش قور یا بش گور یعنی پنج طایفه اوگریایی می‌داند.

باش قیر همچنان می‌تواند ترکیبی از باش بمعنی سر و قیرماق یعنی شکستن باشد که بمعنی قومی که سر دشمنان میشکند یا تعابیر دیگر باشد.

## ریشه نژادی باشقیرها

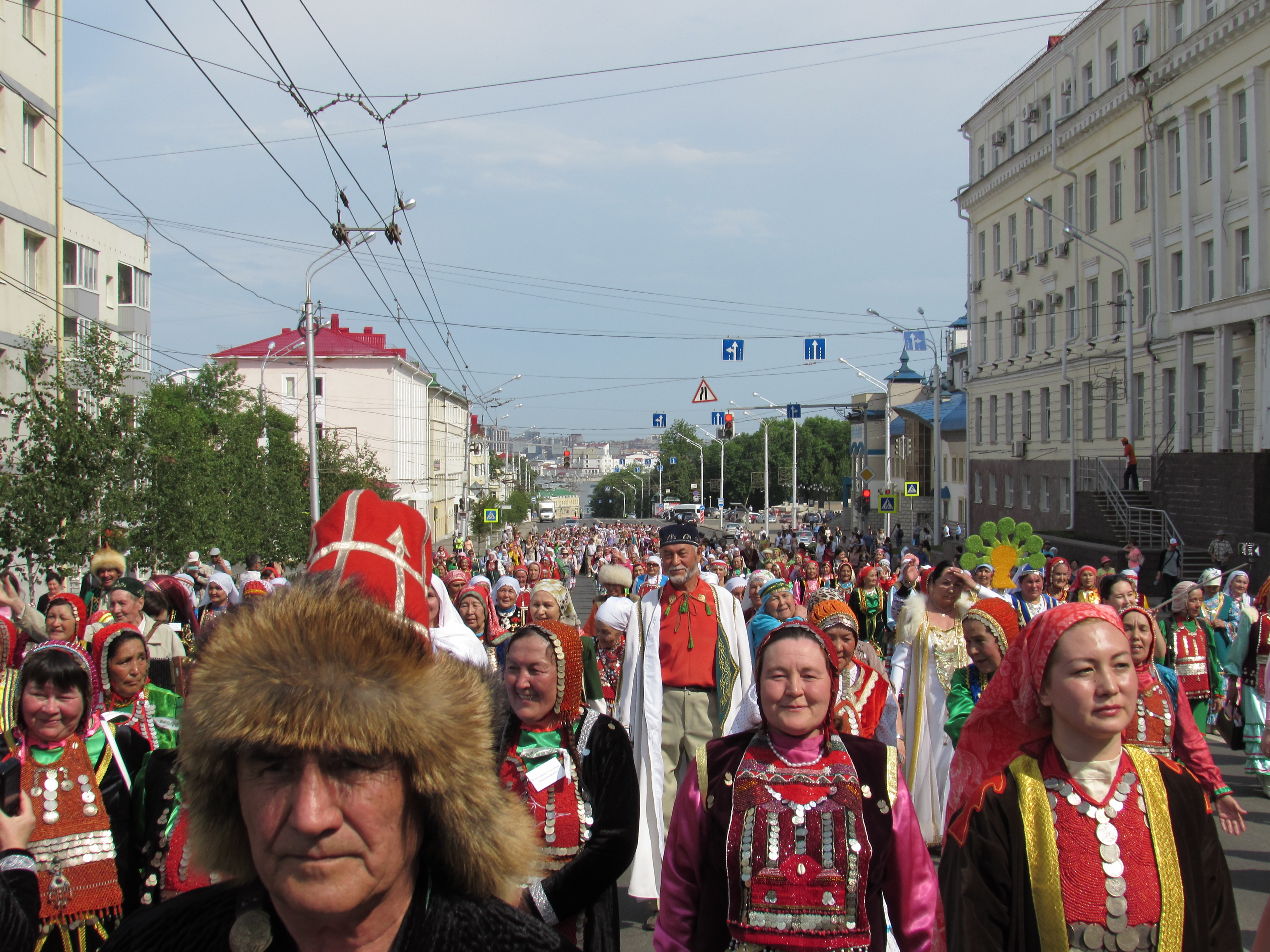
ترک‌های باشقیر با لباس محلی

شناخت اصالت و ریشه و تبار باشقیرها تا حد زیادی پیچیده است. منطقه اصلی زندگی باشقیرها جنوب شرقی اورال و استپ‌های مجاور بوده که از دیرباز به مردمانی با تبارهای گوناگون و ریشه‌های نژادی فرهنگی متفاوت تعلق داشته‌است. در زمینه ریشه نژادی باشقیرها به صورت کلی سه نطریه اصلی و برجسته وجود دارد.
- نظریه ریشه ترکی.[۱۲][۱۳][۱۴][۱۵]
- نظریه ریشه فینو اوگریایی.[۱۵][۱۶][۱۷]
- نظریه ریشه و تبار ایرانی.[۱۵][۱۸][۱۹][۲۰]

## تاریخ

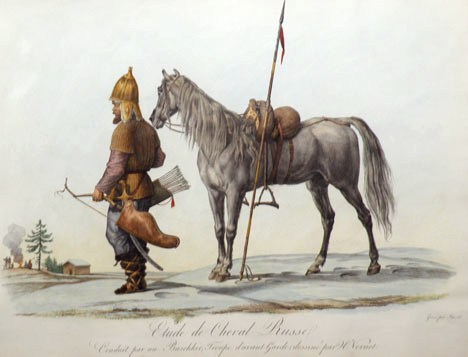
سواره باشقیر در سال ۱۸۴۵ میلادی

قدیمی‌ترین اطلاعاتی که دربارهٔ باشقیرها در تاریخ ثبت شده‌است به نویسندگان مسلمانی نظیر سلام ترجمان، ابن فضلان و ابوزید بلخی در سده‌های نهم و دهم میلادی بازمی‌گردد. این منابع باشقیرها را به دو دسته مجزا در استپ‌های اورال و حاشیه رود دانوب در جوار ممالک بیزانس بخش‌بندی کرده‌اند. ابن رسته گزارش می‌دهد باشقیرها ضمن فتح کوه‌های اورال حوالی رود ولگا را هم در دست خویش داشته‌اند. در سده دوازدهم میلادی نخستین گزارش اروپایی‌ها دربارهٔ باشقیرها ثبت شده‌است که دو سیاح اروپایی ضمن توصیف زندگی باشقیرها نامشان را باستارچی(bastarci) عنوان کرده و بر این عقیده بوده‌اند که زبان این مردم همان زبان مجارها می‌باشد. از سده دهم تا چهاردهم اسلام میان جوامع باشقیر نفوذ پیدا کرد و دین تمامی این مردم را شامل شد. باشقیرها در سده سیزدهم میلادی تحت سیطره چنگیزخان مغول درآمدند. پس از پایان استیلای مغول در سده پانزدهم باشقیرها به سه دسته تحت تسلط نوقای، قازان و خانات سیبری از هم جدا شدند. باشقیرها که دوباره سرزمین‌های بسیاری را -اگرچه به صورت مجزا از یکدیگر- تحت انقیاد خود درآورده بودند به روسیه تزاری پیوستند. در سده‌های هفدهم و هجدهم شورش‌های گسترده‌ای از سوی باشقیرها در برابر ارتش روسیه رخ داد که به یک جنگ داخلی تمام عیار تبدیل شد. یکی از رهبران اصلی این شورش‌ها سعید صدیر نام داشت. این رهبر شورشی کارش در دهه پایانی قرن هفدهم به پایان رسید اما در سال ۱۷۰۵ میلادی بار دیگر یک شورش دیگر در باشقیرستان آغاز شد. سرکوب این شورش برای روسیه دوام چندانی نیاورد و در نهایت در سال ۱۷۳۵ رسماً بین قوای روسیه تزاری و متحدان باشقیر جنگ بوقوع پیوست. این نبرد پس از شش سال بسود روسیه تحت رهبری پتر کبیر به پایان رسید. علت آغاز این نبرد برنامه دولتی روسیه برای تبعید باشقیرها به ایران یا هندوستان بود. این برنامه به فرماندهی کیریلوف نامی آغاز شد در آغاز صدها روستا در آتش سوختند و هزاران نفر از باشقیرها بدست قوای روسیه تزاری قتل‌عام شدند. اقدام غافلگیرانه‌ای که باشقیرها برای مقابله با روس‌ها بکار بستند موفق واقع نشد و شمار بیشتری از اهالی باشقیر به تبع آن کشته شدند. با این وجود گاهی نیز پیروزی و توفیق از آن باشقیرها بود و پس از شش سال با اعلام آتش‌بس در پی مرگ کیریلوف غائله خاتمه یافت و باشقیرها در همان حوال باقی‌ماندند. پس از انقلاب بلشویکی روسیه باشقیرستان در ۱۹۱۹ به عنوان بخشی خودمختار به اتحاد جماهیر شوروی پیوست و هم‌اکنون نیز دارای یک دولت خودمختار در خاک روسیه بنام باشقیرستان است.

## فرهنگ
ابن فضلان در گزارشی که از باشقیرها در سده دهم ارائه می‌دهد آن‌ها را غیر مسلمان توصیف می‌کند. وی ضمن ارائه اطلاعاتی دربارهٔ سنت‌ها و آیین‌های مردم باشقیر، دین آن‌ها را شاخه‌ای از تنگریسم بیان می‌کند.
ابن فضلان چنین گوید که، در شهر متعلق به قبیله‌ای از ترک‌ها معروف به باشقیر، توقف نمودیم. ما از آنها بسیار بیمناک بودیم. زیرا این جماعت شرورترین و کثیف‌ترین ترک‌ها و سخت‌ترین ایشان در آدم‌کشی می‌باشند. ناگهان می‌بینید مردی مرد دیگری را به زمین انداخته سر او را میبرد و آنرا بر می‌دارد و بدنش را رها می‌کند.
آنها ریش خود را می‌تراشند و شپش می‌خورند بدین شکل که درزهای نیم تنه(قرطق) خود را جستجو کرده شپش‌ها را با دندان جویده می‌خورند.
هر يك از ایشان تکه چوبی بشکل آلت مردی تراشیده و به گردن خویش می‌آویزد و چون قصد سفر یا برخورد با دشمن کند آن را می‌بوسد و بر آن سجده می‌گذارد و می‌گوید: «خدایا با من چنین و چنان بکن.»
باشقیرها امروزه بیشتر مسلمان هستند و روند اسلام آوردن باشقیرها همراه با سایر ایلات و قبایل ترک آسیای مرکزی در حدود سده دهم میلادی آغاز شد. باشقیرها حنفی مذهب هستند. زبان مردم باشقیر باشقیری نام دارد که در دسته زبان‌های قبچاقی قرار می‌گیرد. بیشتر مردم باشقیر زبان روسی می‌دانند و برخی این زبان را به مثابه زبان نخست خود بکار می‌برند.
با وجود زندگی در کشور روسیه برخی از مردم باشقیر همچنان دور از جوامع شهری بسر برده و به زندگی بدوی در استپ‌ها روزگار می‌گذرانند. این مردم هنوز برخی حماسه‌ها و اساطیر کهن خودشان مانند اورال باتیر و آقبوزات را زنده نگهداشته‌اند. این روایات کهن به رویدادهای نبردهای قهرمانانه پهلوانان باشقیر با نیروهای شیطانی می‌پردازد.